# Marie Janků-Sandtnerová

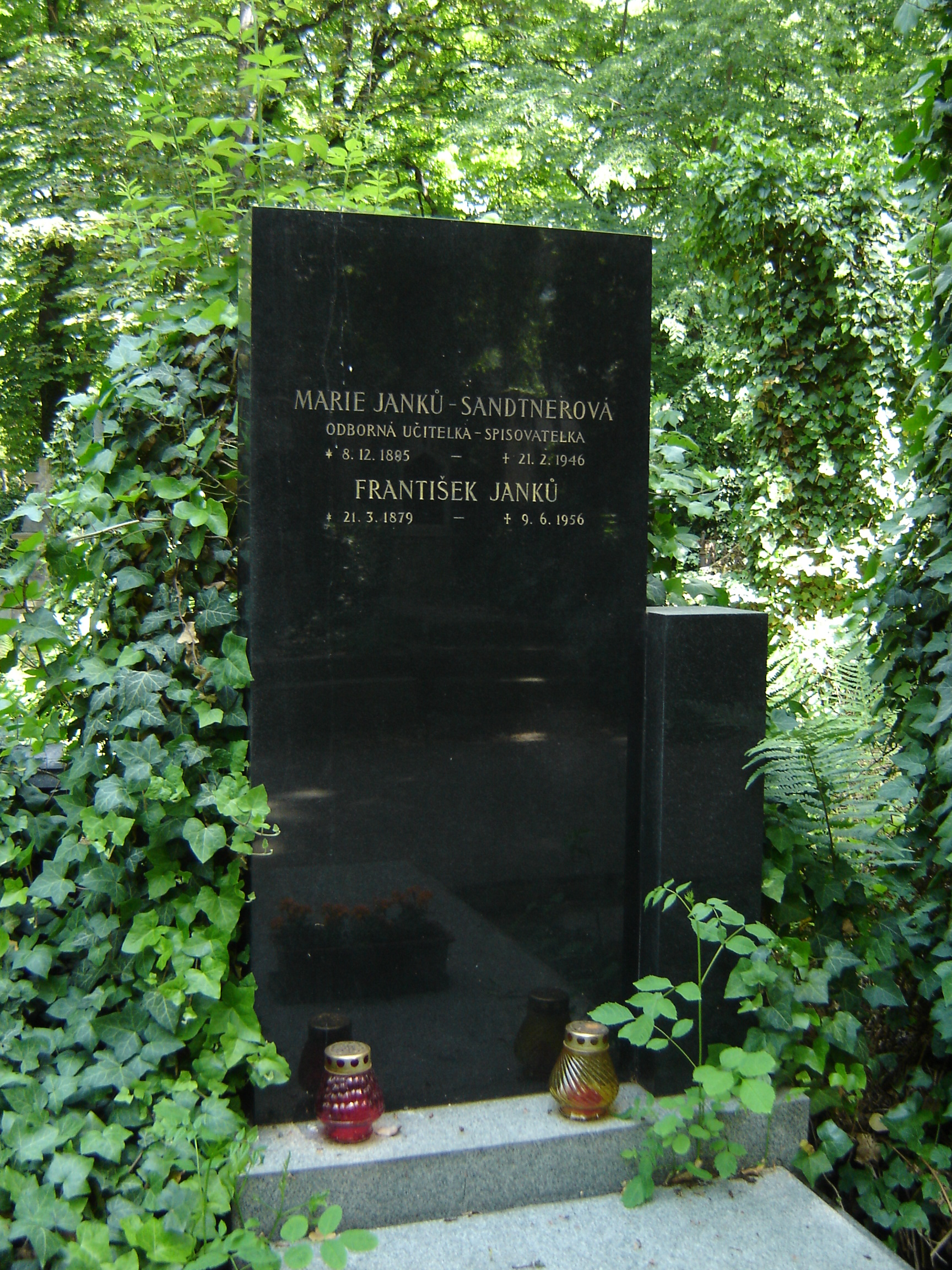
Hrob Marie Janků-Sandtnerové na pražských Olšanských hřbitovech

Marie Janků-Sandtnerová, křtěná Maria Theresie Emerica, rozená Sandtnerová (8. prosince 1885 Praha – 21. února 1946 Řevnice) byla česká učitelka, autorka kuchařských příruček a propagátorka zdravé výživy. Její kuchařky se dočkaly mnoha vydání a jsou známy pod lidovým názvem „Sandtnerka“.

## Život
Narodila se v Praze na Novém Městě v rodině litografa Otty Sandtnera a jeho ženy Josefy roz. Novoveské.
Vyučovala na Vyšší dívčí škole ve Vodičkově ulici v Praze, v letech 1916–1918 byla pověřena Magistrátem hl. m. Prahy, aby vedla vývařovnu pro chudé, strádající obyvatelstvo a válečné invalidy.

## Dílo
- 60 obědů a večeří jednoduchých i složitých, s výměrem potravin pro pět osob podle čtyř ročních období [3]
- Cukrovinky a pamlsky na vánoční stromeček a stoleček [4]
- Česká kuchařka: Všem hospodyním k bezpečné přípravě dobrých, chutných a levných pokrmů
- Francouzská kuchyně: Pro zpestření jídelního lístku českých hospodyněk
- Kniha rozpočtů a kuchařských předpisů: Všem hospodyním k bezpečné přípravě dobrých, chutných a levných pokrmů [5] [6] [7]
- Lesní plody a jejich úprava v domácnosti
- Lesní plody: Jejich sběr a zužitkování
- Lahůdková kuchyně: Příprava studených pokrmů v domácnosti
- Moučníky a zavařeniny [8]
- Ovocné šťávy, zavařované ovoce, domácí vína, likéry [9] [10]
- Příručka pro vaření a nauku o potravinách pro občanské školy dívčí
- Rybí kuchařka
- Ryby: předpisy a rozpočty rybích pokrmů
- Zeleniny a saláty [11]